# Astragalus glomeratus
Astragalus glomeratus är en ärtväxtart som beskrevs av Carl Friedrich von Ledebour. Astragalus glomeratus ingår i släktet vedlar, och familjen ärtväxter. Inga underarter finns listade i Catalogue of Life.